# Elvira García
Elvira García (oko 978. – 1017.) bila je leonska kraljica i regentica. Njezini su roditelji bili Ava od Ribagorze, kastiljska grofica i García Fernández Kastiljski.
Pretpostavlja se da je Elvira rođena oko 978. godine. Elvira se udala za Bermuda II. Leonskog, koji joj je možda bio bratić. Brak je slavljen u studenome 991. godine. Elvirin je brak poslužio kao politički savez između Kraljevine Leona i grofovije Kastilje.
Bermudo II. umro je u rujnu 999. godine te je Elvira postala regent za sina Alfonsa, koji je poznat kao Alfons V. Leonski.
Elvira je pokopana u bazilici sv. Izidora u Leonu.

## Djeca
Bermudova i Elvirina djeca:
- Alfons V., leonski kralj
- Sanča Bermúdez
- Terezija Bermúdez (umrla 25. travnja 1039.)